# Lippstadt Challenger
Il Lippstadt Challenger è stato un torneo professionistico di tennis giocato su campi in sintetico indoor. Faceva parte delle ATP Challenger Series e si giocava annualmente a Lippstadt, in Germania.

## Albo d'oro

### Singolare
| Anno | Campione          | Finalista          | Punteggio       |
| ---- | ----------------- | ------------------ | --------------- |
| 1993 | Alexander Mronz   | David Engel        | 7–6, 6–2        |
| 1994 | Karol Kučera      | Fernon Wibier      | 6–4, 6–2        |
| 1995 | Lars Burgsmüller  | Jonas Svensson     | walkover        |
| 1996 | Hendrik Dreekmann | Patrik Fredriksson | 6–3, 6–4        |
| 1997 | Arne Thoms        | Dirk Dier          | 7–6, 6–3        |
| 1998 | Dirk Dier         | Marzio Martelli    | 7–6, 4–3 ritiro |

### Doppio
| Anno | Campioni                          | Finalisti                       | Punteggio     |
| ---- | --------------------------------- | ------------------------------- | ------------- |
| 1993 | Filip Dewulf Martin Laurendeau    | David Engel Peter Nyborg        | 7–6, 4–6, 7–6 |
| 1994 | Alexander Mronz Arne Thoms        | Marius Barnard Brent Haygarth   | 6–2, 6–4      |
| 1995 | Bill Behrens Mathias Huning       | Bret Garnett T. J. Middleton    | 6–4, 3–6, 7–6 |
| 1996 | T. J. Middleton Chris Woodruff    | Jeff Belloli Aleksandar Kitinov | 7–5, 7–5      |
| 1997 | Henrik Holm Nils Holm             | Fredrik Bergh Rikard Bergh      | 7–6, 7–6      |
| 1998 | Andrew Richardson Myles Wakefield | Raemon Sluiter Peter Wessels    | 4–6, 7–6, 6–4 |